# Nvu
Nvu es un creador de páginas web WYSIWYG Multiplataforma basado en Mozilla Composer, pero de ejecución independiente. Actualmente su desarrollo está abandonado, habiendo recogido su testigo KompoZer. Añade características nuevas como soporte integrado de CSS y mejor gestión del soporte FTP para actualización de los ficheros.
Este editor facilita el desarrollo de páginas web, gracias a las diferentes visualizaciones disponibles en su interfaz (código fuente, ventana WYSIWYG, visión con tags de HTML realzados), entre los cuales es posible cambiar mediante un sistema de pestañas. 
Incluye también otras características como gestión de trabajo mediante proyectos, cliente FTP integrado para subir la página directamente desde Nvu y soporte para todos los elementos típicos: marcos, formularios, tablas, plantillas de diseño, hojas de estilo CSS, etc.
Nvu está disponible para Linux, Mac OS X y Microsoft Windows, aunque puede compilarse para cualquier plataforma con el Netscape Portable Runtime. Mozilla Composer está todavía en desarrollo como parte de la suite Mozilla para otras plataformas.

## Desarrollo
El plan original en junio de 2005 era usar los numerosos cambios en el código de Mozilla Composer. Desde que Mozilla Suite se dejó de desarrollar (continuada por la comunidad como SeaMonkey), nadie ha introducido el código de NVU de vuelta a Composer.
Daniel Glazman anunció el 15 de septiembre de 2006 que dejaba oficialmente el desarrollo de Nvu, quedando su desarrollo abandonado desde entonces. Ante esta situación, surgió KompoZer como una versión de Nvu donde se corregían algunos de sus errores, pero actualmente su desarrollo sigue una línea completamente renovada, escrito desde cero, y con muchas mejoras y novedades respecto a su antecesor, y con el apoyo de la Fundación Mozilla.
En septiembre de 2008 Daniel Glazman anunció un nuevo editor HTML WYSIWYG, BlueGriffon, escrito desde cero, y basado en Mozilla Gecko y XULRunner.

## Cumplimiento de los estándares

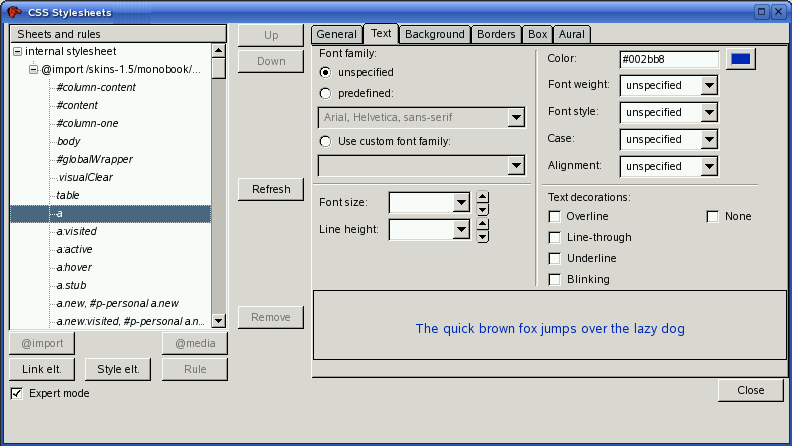
Editor CSS de Nvu

Nvu cumple con los estándares web del W3C. Por defecto, las páginas son creadas de acuerdo al estándar HTML 4.01 Transitional, y usa CSS para aplicar estilos, pero los usuarios pueden cambiar estas opciones y escoger entre:
- DTD Strict o transitional
- HTML 4.01 o XHTML 1.0
- Estilos CSS o estilos con la etiqueta  <font>.

La aplicación incluye un validador de HTML, el cual sube las páginas al validador HTML del W3C y las analiza, mostrando el resultado.

## Historial de las Versiones
- 1.0 fue liberado 29 de junio de 2005
- 1.0PR fue liberado 5 de abril de 2005
- 0.90 fue liberado 11 de marzo de 2005
- 0.90RC1 fue liberado 4 de marzo de 2005
- 0.81 fue liberado 9 de febrero de 2005
- 0.8 (1.0b3) fue liberado 2 de febrero de 2005
- 0.7 (1.0b2) fue liberado 6 de enero de 2005
- 0.6 (1.0b) fue liberado 26 de noviembre de 2004
- 0.5 fue liberado 6 de octubre de 2004
- 0.4 fue liberado 10 de agosto de 2004
- 0.3 fue liberado 11 de junio de 2004
- 0.20 fue liberado 25 de marzo de 2004
- 0.1 fue liberado 4 de febrero de 2004